# Auguste Denise
Auguste Denise, född den 3 februari 1906, död 1991, var Elfenbenskustens första premiärminister mellan 1957 och 1958.